# پلانا، بلغارستان
پلانا (به بلغاری: Plana) روستایی در بلغارستان است که در استان صوفیه سیتی واقع شده‌است. پلانا ۱۸٫۴۱ کیلومتر مربع مساحت و ۷۳ نفر جمعیت دارد و ۱٬۲۵۰ متر بالاتر از سطح دریا واقع شده‌است.